# ナイジェリアの副大統領
ナイジェリアの副大統領（ナイジェリアのふくだいとうりょう、英語: Vice President of the Federal Republic of Nigeria、略称：V-POFRON、通称：VP、Veep）は、ナイジェリアの行政府を代表する第2位の官職である。大統領の継承順位は第1位である。アメリカ合衆国副大統領と同様に、4年ごとに実施される大統領選挙によって、ナイジェリア大統領と共に選出される。軍事政権下では、最高軍事評議会副議長と呼称された。

## 概要
副大統領立候補条件として、40歳以上のナイジェリア国民及び政党登録者でなければならない。
国家安全保障会議、国家経済会議のメンバーとして政策に関与することが義務付けられている。副大統領は大統領から委任された職務に依存しているため、大統領の同意なしに政令を下すことはできない。大統領の死去、退任の際は副大統領が大統領へ昇格する。

## 歴代副大統領の一覧
| 代                                  | 肖像                           | 氏名                                         | 就任日                         | 退任日                         | 所属政党                       | 備考                             | 元首                                                 |
| ----------------------------------- | ------------------------------ | -------------------------------------------- | ------------------------------ | ------------------------------ | ------------------------------ | -------------------------------- | ---------------------------------------------------- |
| 第一次軍政                          |                                |                                              |                                |                                |                                |                                  |                                                      |
| 1                                   |                                | ババフェミ・オグンディペ Babafemi Ogundipe   | 1966年1月16日                  | 1966年7月29日                  | 無所属（軍人）                 | 副元首（最高軍事評議会副議長）   | ジョンソン・アグイイ＝イロンシ（最高軍事評議会議長） |
| 2                                   |                                | J・E・A・ウェイ J. E. A. Wey                 | 1966年8月1日                   | 1975年7月29日                  | 無所属（軍人）                 | 副元首（最高軍事評議会副議長）   | ヤクブ・ゴウォン（最高軍事評議会議長）               |
| 3                                   |                                | オルシェグン・オバサンジョ Olusegun Obasanjo | 1975年7月29日                  | 1976年2月13日                  | 無所属（軍人）                 | 副元首（最高軍事評議会副議長）   | ムルタラ・ムハンマド（最高軍事評議会議長）           |
| 4                                   |                                | シェフ・ムサ・ヤラドゥア Shehu Musa Yar'Adua | 1976年2月13日                  | 1979年9月30日                  | 無所属（軍人）                 | 副元首（最高軍事評議会副議長）   | オルシェグン・オバサンジョ（最高軍事評議会議長）     |
| 第二次共和政                        |                                |                                              |                                |                                |                                |                                  |                                                      |
| 5                                   |                                | アレックス・エクウェメ Alex Ekwueme          | 1979年10月1日                  | 1983年12月31日                 | 国民党                         | 民政復帰後初の副大統領           | シェフ・シャガリ（大統領）                           |
| 第三次軍政                          |                                |                                              |                                |                                |                                |                                  |                                                      |
| 6                                   |                                | トゥンデ・イディアボン Tunde Idiagbon        | 1983年12月31日                 | 1985年8月27日                  | 無所属（軍人）                 | 副元首（最高軍事評議会副議長）   | ムハンマド・ブハリ（最高軍事評議会議長）             |
| 7                                   |                                | エビツ・ウキウェ Ebitu Ukiwe                 | 1985年8月27日                  | 1986年10月                     | 無所属（軍人）                 | 副元首（最高軍事評議会副議長）   | イブラヒム・ババンギダ（最高軍事評議会議長）         |
| 8                                   |                                | オーガスタス・アイコム Augustus Aikhomu      | 1986年10月                     | 1993年8月26日                  | 無所属（軍人）                 | 副元首（最高軍事評議会副議長）   | イブラヒム・ババンギダ（最高軍事評議会議長）         |
| 空席（1993年8月26日-11月17日）      | 空席（1993年8月26日-11月17日） | 空席（1993年8月26日-11月17日）               | 空席（1993年8月26日-11月17日） | 空席（1993年8月26日-11月17日） | 空席（1993年8月26日-11月17日） | 空席（1993年8月26日-11月17日）   | アーネスト・ショネカン                               |
| 9                                   |                                | オラディポ・ディヤ Oladipo Diya              | 1993年11月27日                 | 1997年11月21日                 | 無所属（軍人）                 | 副元首（暫定統治評議会副議長）   | サニ・アバチャ（暫定統治評議会議長）                 |
| 空席（1997年11月21日-1998年6月9日） |                                |                                              |                                |                                |                                |                                  | サニ・アバチャ（暫定統治評議会議長）                 |
| 10                                  |                                | マイク・アキグベ Mike Akhigbe                | 1998年6月9日                   | 1999年5月29日                  | 無所属（軍人）                 | 副元首（暫定統治評議会副議長）   | アブドゥルサラミ・アブバカール（暫定統治評議会議長） |
| 第四次共和政                        |                                |                                              |                                |                                |                                |                                  | アブドゥルサラミ・アブバカール（暫定統治評議会議長） |
| 11                                  |                                | アティク・アブバカル Atiku Abubakar          | 1999年5月29日                  | 2007年5月29日                  | 国民民主党                     |                                  | オルシェグン・オバサンジョ（大統領）                 |
| 12                                  |                                | グッドラック・ジョナサン Goodluck Jonathan   | 2007年5月29日                  | 2010年5月6日                   | 国民民主党                     | ヤラドゥアの死後、大統領へ昇格。 | ウマル・ヤラドゥア（大統領）                         |
| 13                                  |                                | ナマディ・サンボ Namadi Sambo                | 2010年5月19日                  | 2015年5月29日                  | 国民民主党                     |                                  | グッドラック・ジョナサン（大統領）                   |
| 14                                  |                                | イェミ・オシバジョ Yemi Osinbajo             | 2015年5月29日                  | 2023年5月29日                  | 進歩変革会議                   |                                  | ムハンマド・ブハリ（大統領）                         |
| 15                                  |                                | カシム・シェッティマ Kashim Shettima         | 2023年5月29日                  | （現職）                       | 進歩変革会議                   |                                  | ボラ・ティヌブ（大統領）                             |